# Djuhastrove, Berezivka
Djuhastrove (în ucraineană Джугастрове) este un sat în comuna Konopleane din raionul Berezivka, regiunea Odesa, Ucraina.

## Demografie
Componența lingvistică a localității Djuhastrove
     Ucraineană (94,61%)
     Română (4,49%)
     Alte limbi (0,9%)
Conform recensământului din 2001, majoritatea populației localității Djuhastrove era vorbitoare de ucraineană (94,61%), existând în minoritate și vorbitori de română (4,49%).